# Hasta que el dinero nos separe
Hasta que el dinero nos separe (lit. Até Que o Dinheiro nos Separe) é uma telenovela mexicana produzida por Emilio Larrosa para a Televisa e exibida pelo Canal de las Estrellas entre 29 de junho de 2009 e 16 de maio de 2010, substituindo Un gancho al corazón e sendo substituída por Llena de amor.
Original de Fernando Gaitán, a trama é uma adaptação da telenovela colombiana Hasta que la plata nos separe, produzida em 2006. 
A trama é estrelado por Itatí Cantoral e Pedro Fernández e antagonizada por Luz Elena González, Harry Geithner, Malillany Marín e Lalo "El Mimo".

## Sinopse
Rafael Medina Núñez é um modesto comerciante que vende de tudo para sustentar a mãe e a irmã. Numa certa noite ao voltar para casa em seu velho carro Ford Grand Marquis 1982, que ele carinhosamente chama de El pantera (porque é preto) de uma desastrosa reunião de negócios, ele acidentalmente tira da estrada um carro que cai num profundo abismo. Depois de muitas dúvidas, Rafael decide ir em socorro do motorista ferido, e conhece uma bela mulher chamada Alejandra Álvarez del Castillo, gerente de vendas de uma poderosa concessionária que distribui veículos Ford, que está arrasada e delirando. Rafael leva Alejandra a uma clínica, e aqui a vida dele dá uma guinada total e inesperada, que o fará questionar se valeu a pena tirá-la de lá e salvá-la.
Chegando à clínica, a polícia o prende por se apresentar com um ferido ensanguentado. Além disso, Alejandra o delata com a pouca lucidez que lhe resta. Rafael deve, portanto, enfrentar um inferno jurídico e econômico.
Alejandra sofre fraturas múltiplas e graves por todo o corpo. Ela estava prestes a se casar com um homem distinto, temido e desprezível que fingia ser advogado para viver da fortuna do pai de Alejandra e tirar propriedades e secretamente seu dinheiro, e o acidente estraga completamente o casamento. Seu carro está totalmente destruído e o seguro não cobre todos os reparos. Como se não bastasse, ela recebe uma cláusula de revelia por não comparecer à assinatura da escritura de seu futuro apartamento e perde negócios importantes. Além disso, a convalescença a afasta do cargo de executiva por um mês, o que causa grandes prejuízos à sua empresa.
Alejandra deve então passar por uma delicada operação com terapia de reabilitação nos Estados Unidos, porém, ela não tem como pagar pelos danos, já que sua família, aristocrata e muito rica no passado, passa por sérios problemas econômicos e tem todos os seus bens. apreendido graças ao Marco (seu namorado).
Rafael chega a um acordo com o namorado de Alejandra. Ele pede que ele o deixe sair da prisão em troca de pagar um dinheiro que ele nunca viu em toda a sua vida. O acordo é muito simples: Alejandra pede um empréstimo bancário por esse dinheiro (porque eles nunca lhe emprestariam nada em um banco) e ele se compromete a pagá-lo em três anos, à taxa de trinta e seis prestações mensais de cento e cinquenta mil pesos; uma cifra absurda se pensarmos que nos melhores meses de sua vida mal conseguiu ganhar cinco mil pesos.
Sem estudos universitários, Rafael inicia uma corrida louca para encontrar um emprego que lhe ofereça mais de seis milhões de pesos. A cidade é exigente e, como não podia deixar de ser, falha. Porém, há outra oportunidade: desta vez, embora o odeie, será Alejandra quem empregará Rafael na concessionária onde ele trabalha.
Os dois começarão a trabalhar juntos, em meio a um grande inferno gerado pelas pressões econômicas e pelas reprovações dela pelo acidente. Rafael trabalhará incansavelmente vinte e quatro horas por dia, sete dias por semana, sob o chicote implacável de Alejandra. Os dois entendem que devem se aguentar por um tempo, até que o dinheiro os separe.
É uma relação odiosa, mas em que os dois dependem um do outro, compartilham muito tempo e muitas aventuras juntos que sem querer farão o relacionamento dar uma volta de 180°. Desde então, o amor nasce entre eles.

## Elenco[5]
- Itatí Cantoral - Alejandra Álvarez del Castillo Fernández De Medina
- Pedro Fernández - Rafael "Rafita" Medina Núñez
- Luz Elena González - Victoria "Vicky la Pajarita" De la Parra
- Víctor Noriega - Marco "El Abogaducho" Valenzuela  Aguilera
- Carlos Cámara - Lic. Francisco Beltrán
- Sergio Corona - Don Jorge Álvarez del Castillo
- Rodrigo Vidal - Jaime del Rincón Ferrán
- Harry Geithner - Édgar Marino "El Zorro"
- Carlos Bonavides - Ramiro "El Ay Dios Mío" Nepomuceno Jiménez
- Joana Benedek - Marian Celeste
- Leticia Perdigón - Leonor Núñez de Medina
- Lalo "El Mimo" - Vicente Chávez "La Rata"
- Frances Ondiviela - Rosaura "La casada" Suárez de De la Grana
- Diana Golden - Isabel "La Generala" Duarte
- Norma Lazareno - Rosario Álvarez del Castillo
- Carlos Ignacio - Germán Ramírez Betancourt
- Sergio DeFassio - Ismael "El Bebé" Dueñas
- Claudia Troyo - Susana Haddad
- Érika García - Julieta Medina Núñez
- Malillany Marín - Claudia “La Piruja” Bermúdez
- Gaby Ramírez - Ovidia "Obby"
- Héctor Sandarti - Nelson "El Dandy" Ospina
- Ana Bekoa - Rubí
- Pedro Weber "Chatanuga" - Don Gastón de la Parra
- Mario Casillas - Rubiales "El Camarón"
- Eduardo Liñán - Enrique Quintana
- Ferdinando Valencia - "El Rizos"
- Emiliano Flores Zepeda - Mauro
- Roberto Miquel - Pancho de la Parra
- Fernando Manzano - Felipe De la Parra
- Agustín Arana - Daniel Zepeda de los Monteros
- Carmen Salinas - Arcadia Alcalá Vda. de Rincón
- Pablo Cheng - Bugambilia
- Julio Vega - Amador
- Elizabeth Aguilar - Doña Dolores
- Diana Herrera - Carmela Muñoz “La Devorahombres
- Roberto Tello - Juan Tovar "El trapito"
- Emma Escalante - Taily "Edecán de Autos Siglo"
- Noemi Gutti - Milly "Edecán de Autos Siglo"
- Alberto Loztín - Efraín Zetina
- Ingrid Marie Rivera - Milagros Valtierra
- Jorge Ortiz de Pinedo - Don Rafael Medina Santillán
- Marco Uriel - Lic. Humberto Urdiales
- Alicia Machado - Karen Sandoval
- María Elisa Camargo - Mónica Ledesma
- Pietro Vanucci - Guillermo
- Ricardo Guerra - José Tomás Moreno "Pepeto"
- Eric Prats - Samuel Ocampo Cabello "Señor Cabello"
- Anghel - Elvira Jiménez
- Rodolfo Vélez - Suegro de Jiménez
- Marisela Arriola - Suegra de Jiménez
- Rafael Origel - Frank "Amigo de Chávez"
- Susana Diazayas - Cristina
- Sofía Tejeda - Azucena
- Maricarmen De La Peña - Clarita
- Horacio Beamonte - El gran brujo Mololongo
- David Bisbal - Él mismo
- Galilea Montijo - Ella misma
- Alfredo Oropeza - Él mismo
- La Sonora Santanera - Ella misma - Margarita "La Diosa de la Cumbia"
- Consuelo Duval - Rebeca Madariaga "La Leona"
- José Antonio Iturriaga - Rendón
- Zoila Quiñones - Mamá de Ramírez
- Alfredo Alfonso - Pretendiente de la Generala
- Raúl Ochoa - Lic. Gómez
- Guadalupe Pineda - Ella misma
- Lolita Ayala - Ella misma
- Patricio Cabezut - Él mismo
- Fabiola Campomanes - Lola Sansores
- Wanda Seux - Wanda
- Úrsula Prats - Manuela Olivares
- Jorge Arvizú - Isidoro Hernández
- Alejandra Barros - Lic. Alicia Ávila Del Villar
- Sergio Mayer - Johnny Alpino
- Lourdes Munguía - Laura Fernández Del Villar
- Ricardo Barona - Hernán Linares
- Manuel "Flaco" Ibáñez - Casimiro Gutiérrez
- Luis Gimeno - Lic. Fernando Bernal
- Tania Vázquez - Roxana Ferrón García
- Mauricio Islas - Edgardo Regino
- Ramón Valdez Urtiz - Germán
- José Luis Cordero - Martín Treviño
- Christian Chávez - Sergio

## Audiência
Em sua exibição original, a trama alcançou 25.7 pontos de média, com share de 44.8 %.

## Reprise
Foi reexibida pelo seu canal original entre  24 de agosto de 2015 e 25 de março de 2016, em 150 capítulos, substituindo La madrastra e sendo substituída por Para volver a amar em capítulos de 2 horas.
Foi reprisada pela segunda vez por seu canal original entre 17 de setembro de 2024 e 28 de fevereiro de 2025, em 118 capítulos, substituindo La Usurpadora e sendo substituído por La fea más bella, se tornando a última novela da faixa das 14h30.